# Miguel de Álava
Miguel Ricardo de Álava y Esquivel (1770–1843) – hiszpański generał i polityk, urodzony w kraju Basków, uczestnik zarówno bitwy pod Trafalgarem, gdzie walczył przeciwko Brytyjczykom, jak Waterloo, gdzie wraz z Brytyjczykami atakował wojska Napoleona. Alava służył w marynarce wojennej jako adiutant, w czasie sojuszu francusko-hiszpańskiego, jednakże zmienił strony po najeździe Napoleona w 1808. Później działał jako attaché w sztabie księcia Wellingtona, stając się jednym z najbliższych towarzyszy tego ostatniego. Odegrał kluczową rolę podczas bitwy pod Vitorią, zaś pod Buçaco został mianowany generałem brygady. Znajdował się w sztabie księcia podczas bitwy pod Waterloo.